# Juan Serqueira de Lima
Juan Serqueira de Lima (1655 – Madrid, 1726) va ser un compositor, arpista i guitarrista d'origen portuguès pertanyent al barroc espanyol. Va ser un dels compositors espanyols més prestigiosos juntament amb Juan Hidalgo, Juan de Navas o Antoni Lliteres i Carrió.

## Biografia
Es coneix molt poc de la seva formació musical o els seus primers anys d'exercici. Se sap que en 1676, mentre treballava com a músic per a una companyia d'actors en Coronada, va haver d'anar a Madrid amb motiu de les actuacions sacramentals que es van preparar per al Corpus Christi. A partir d'aquesta data el compositor romandrà a Madrid actuant com arpista i director musical de les actuacions sacramentals anuals, a les comèdies dels teatres públics i a les obres dramàtiques cortesanes (comèdies, sarsueles, semióperas i òperes). El seu nom apareix constantment en els documents relacionats amb els teatres a finals del S. XVII. Va treballar com a compositor per a diverses companyies entre les quals destaquen la de Miguel Vallejo (1679) i José del Prat (1711) per a les que va compondre sobretot lloes i balls per a teatre. També va participar en les reposicions de Ni el amor se libra del amor (1679) i La púrpura de la rosa (1680), ambdues de Calderón de la Barca amb música de Juan Hidalgo. Dates assenyalades de la seva carrera són l'any 1682, on va posar música a les actuacions sacramentals del Corpus Christi a Madrid i el 1713 en el qual va compondre la música per Santa Cecília interpretada per la companyia de Joseph Garcés al Teatre Príncep. Tot i que el talent de Serqueira va ser molt valorat pels oficials teatrals de Madrid, mai va rebre una pensió de la cort, encara que sí dels administradors dels teatres públics durant els seus últims anys. Se sap poc de la seva vida personal. Una curta biografia publicada en Genealogia, origen i notícies dels comediants aporta detalls sobre els seus dos casaments, la primera amb l'actriu Theresa Garay i la segona amb María de Prat, que va servir en la cort. També es coneix de la seva aventura amorosa amb la famosa actriu i cantant Bernarda Manuela de Grifona, de la qual tenia un retrat a casa seva. Per resar el rosari davant de la seva imatge, va ser empresonat temporalment per la Inquisició a 1691.

## Obra
Entre la música seva que perviu es troben:
- Cançons per les actuacions sacramentals, com Gedeó diví i humà, de 1687, amb text de Jacint Yánez.
- Nombroses cançons per a balls i obres curtes com entremesos o sainets còmics, com El Herbolario soy señores para el Ball de l'Herbolari i el Ball del Herbolari nou (ca.1685)
- Diverses cantates en l'estil de Literes de principis del segle xviii.
- Cançons per a representacions cortesanes.
- Música per a la lloa Decio i Eraclea un espectacle amb parts cantades concebut com una òpera per recitar en música.